# Forestville
Pour les articles homonymes, voir Forestville (homonymie).
Forestville est une ville du Québec, au Canada, située dans la région administrative de la Côte-Nord, précisément dans la municipalité régionale de comté de La Haute-Côte-Nord. La municipalité est membre de la Fédération des Villages-relais du Québec.

## Toponymie
La ville de Forestville est fondée en 1937, mais c'est seulement le 4 mai 1944 que l'incorporation en municipalité devient officielle. Le lieu est d'abord connu sous le nom de Sault aux Cochons. La particule « Sault » faisant référence aux trois chutes situées à l'embouchure de la rivière et la particule « Cochon », dont l'origine est débattue entre les historiens, faisant soit référence à Jean Cauchon, capitaine et compagnon de Champlain, soit à un rocher particulier présent en les lieux ou à la présence de marsouins, appelés cochons de mer à l'époque.
Les lieux sont rebaptisés Forrestville vers 1870 en l'honneur de William Grant Forrest, gérant de la première scierie installée à l'embouchure de la rivière du Sault aux Cochons en 1845. Concurremment, le nom Forestville (avec un seul « r ») est aussi utilisé et perdure dans l'usage.
La devise de la ville est Per Sylvam, qui signifie « par nos forêts ». En effet, Forestville existe en grande partie en raison de l'exploitation des forêts de la MRC La Haute-Côte-Nord et son avenir en est encore aujourd'hui largement tributaire.

## Histoire

### Des débuts difficiles
Forestville est une ville relativement jeune mais avec un passé rempli d'histoire. Des fouilles archéologiques ont confirmé la présence d'Autochtones sur le territoire (on peut admirer certains artéfacts au musée de la Petite Anglicane) environ 5 000 à 3 000 ans avant notre ère. Une deuxième période d'occupation se prolonge jusqu'à l'arrivée des Européens au XVIe siècle. La région de la Côte-Nord demeure par contre très peu visitée par les Européens puisqu'elle servait presque exclusivement au commerce des fourrures.
Des pionniers s'installent pour la première fois vers 1845. L'attrait principal étant la forêt, l'activité recherchée était le sciage du bois. Seulement une dizaine de familles peuplent l'endroit. Les débuts de l'industrie forestière à cet endroit sont difficiles, caractérisés notamment par la rupture d'une estacade entraînant la perte en mer de 3 000 billots de bois et la mort de trois ouvriers en 1847. Edward Slevin, marchand des Éboulements et propriétaire de la scierie, décide donc de la céder à l'entrepreneur forestier William Price en 1849. L'installation des travailleurs forestiers provoque le départ progressif des Autochtones vers la réserve innue de Betsiamites, créée en 1860 et située une quarantaine de kilomètres à l'est. 

### Installation permanente de la scierie
En 1849, la prise de possession de la scierie par Price emmène l’installation à Sault aux Cochons d’un gérant Peter McDonald, alors âgé de 40 ans, et d’un commis William Grant Forrest, âgé de 19 ans. La construction d'un établissement permanent est en branle : une chapelle y est construite pour la population de près de 100 personnes, formée notamment de 12 familles et 50 hommes en forêt vers 1852. En 1854, les difficultés économiques entraînent la fermeture du chantier et, en 1857, seulement une famille et un homme sont toujours établis sur les lieux.  
C'est en 1870 que Forrest-Ville reprend un second souffle. Relancée par les trois fils Price (William Evan, Evan John et David Edward), la scierie Price reprend ses activités et donne de l'emploi à 21 familles. Le village est baptisé Forrest-Ville en l'honneur de William Grant Forrest, qui y revient à titre de gérant général. 

### La révolution du papier
Avec la venue des nouvelles technologies, les techniques de sciage et de production sont améliorées. L'avenir se tourne maintenant vers l'industrie des pâtes et papiers. La compagnie Price Brothers fait faillite. C'est la compagnie Anglo-Canadian Pulp & Paper Mills Ltd. qui fait renaître Forestville. Elle construit une usine de papier ultra-moderne dans la région de Québec. Comme cette production nécessite d'importantes quantités de bois, la compagnie achète les concessions pour le territoire Forestvillois. On commence la construction des bâtiments temporaires et des ouvriers commencent à venir s'installer mais c'est en 1942 que s'amorcent les vrais constructions. Plusieurs infrastructures, encore présentes aujourd'hui, apparaissent. Forestville se développe, s'incorpore en municipalité le 4 mai 1944 par l'adoption par le gouvernement du Québec du Bill privé 125 et les premières élections sont prévues pour le « premier jour juridique de février 1945 ».
En 1949, le curé de la paroisse Saint-Luc de Forestville, Luc Sirois, recense au total 265 familles et 1 430 personnes dans la municipalité. Une part représentant une trentaine de familles anglophones et protestantes, est établie dans la municipalité près des bureaux de l'Anglo-Canadian et le reste est établi dans des sites entourant la ville et communément désigné « Forestville Nord ». Cette dernière communauté obtient cette même année son incorporation en tant que municipalité sous le nom de Saint-Luc-de-Laval. 
Durant les années 1950, le développement des deux municipalités et leur population respective croissent rapidement. Forestville passe de 709 habitants en 1951 à 1 529 habitants en 1961, alors que Saint-Luc passe de 701 à 2 112 personnes pour la même période. Hydro-Québec construit durant cette période les centrales de Bersimis-1 et Bersimis-2, à une centaine de kilomètres au nord de Forestville, ceci augmentant le nombre de personnes passant au travers et s'établissant dans la municipalité. En 1973, débute le démantèlement de Labrieville, ville créée de toutes pièces par Hydro-Québec pour héberger les bâtisseurs des centrales Bersimis, ce qui occasionne le déménagement de la plupart des habitations de cette localité à Forestville et Saint-Luc. À partir des années 1970, la chambre de commerce de la région prône le regroupement des municipalités de Forestville et Saint-Luc, ce qui se concrétise finalement le 5 janvier 1980, d'un commun accord entre les deux villes.

### Déclin de l'industrie papetière
La papetière de l'Anglo-Canadian passe aux mains d'intérêts américains et devient la Papeterie Reed inc. en 1975. Celle-ci est rachetée par la japonaise Daishowa en 1988 qui cesse ses opérations en 1992, incapable de composer avec le nouveau régime forestier provincial. L'implantation de Scierie Labrieville en 1994 et l'achat de l'usine locale par Kruger en 1998 viennent amoindrir cette fermeture. L'industrie touristique s'implante progressivement. 

### Infrastructures historiques

#### L'arboriduc

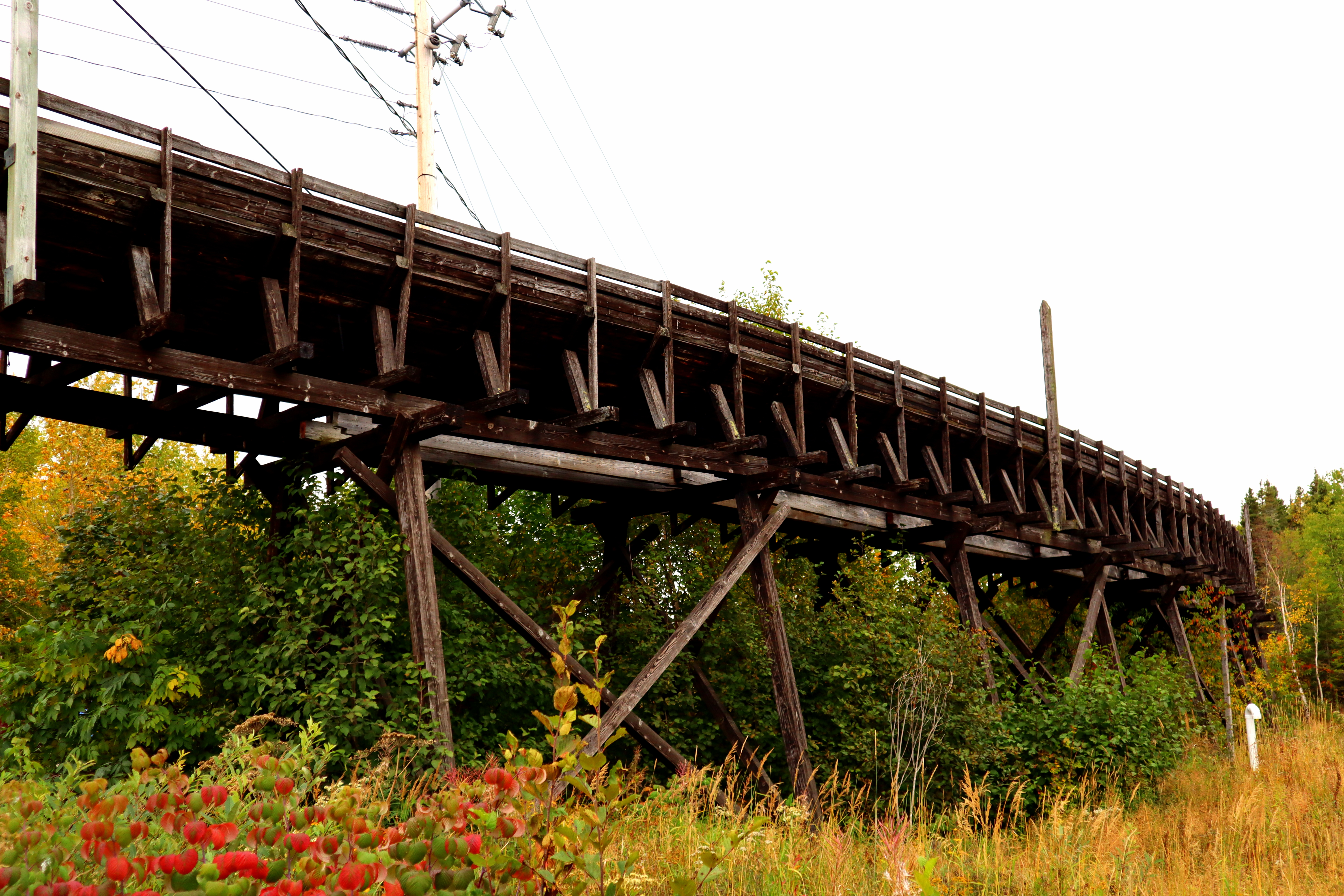
L'arboriduc de Forestville.

L'arboriduc, aussi connu sous le nom de « dalle humide » ou « floom » a été érigé en 1942 par la compagnie Anglo-Canadian Pulp & Paper Mills Ltd. Son rôle était d'acheminer les billots de bois vers le port pour être chargés sur les barges. Cet arboriduc se situe à l'embouchure de la rivière du Sault aux Cochons, d'où provenait le bois qui pouvait flotter sur plusieurs kilomètres. Les bûcherons coupaient leur bois dans les camps de la compagnie et on le plaçait dans la rivière. Étant donné que les camions étaient peu utilisés à cette époque, le flottage de bois sur les rivières était le moyen le plus accessible et le plus performant. Des milliers de billes de bois parcouraient le trajet dessiné par la rivière du Sault aux Cochons sous la supervision des draveurs.
La construction de l'arboriduc s'accompagne de celle d'un brise-lames et d'un quai d'embarquement pour les barges qui viennent charger le bois. Plus de 1000 cordes de bois pouvaient ainsi être chargées en une douzaine d'heures.
Avec l'arrivée de nouveaux moyens de transport et l'impact écologique qu'avait le flottage du bois, on a cessé toute activité à l'arboriduc et il est devenu un vestige rappelant l'industrie du bois d'antan.

#### Musée La Petite Anglicane
Une chapelle anglicane nommée à l'époque « The Trinity Church » est construite en 1948 sur le site de la chaufferie de l'Anglo-Canadian Pulp & Paper Mills Ltd. Elle est dédicacée le 19 juin 1955. Le minuscule sous-sol de l'église a servi d'école primaire, tous degrés confondus, aux rares enfants anglophones de l'endroit[réf. souhaitée]. Le dernier service dans l'église a lieu le 28 octobre 1979. La Ville de Forestville acquiert le temple en 1993 lorsque Daishowa abandonne ses opérations forestières à Forestville et un an plus tard, il devient le musée La Petite Anglicane, qui ouvre ses portes le 7 juillet 1994. La Société d'histoire de Forestville en devient alors locataire.

### Chronologie municipale
- 1845 : Établissement des premiers colons européens sur le territoire[4].
- 1872 : Apparition de l'appellation « Forrest-Ville » (éventuellement « Forestville ») pour désigner la ville.
- 4 mai 1944 : Incorporation municipale de la ville de Forestville.
- 1949 : Incorporation municipale de la municipalité de Saint-Luc-de-Laval.
- 1954 : Construction de l'église.
- 1970 : Construction de la polyvalente.
- 1973 : Déménagement des maisons de Labrieville et implantation du CLSC.
- 5 janvier 1980 : Fusion entre la municipalité de Saint-Luc-de-Laval et la ville de Forestville.
- 1997 : Inauguration du Centre d’études collégiales de Forestville affilié au Cégep de Chicoutimi.

## Géographie

### Climat
Le climat de Forestville est continental humide avec étés tempérés. (Dfb selon la classification de Köppen)
| Mois                                            | jan.             | fév.             | mars             | avril           | mai             | juin          | jui.             | août            | sep.            | oct.             | nov.             | déc.             | année   |
| ----------------------------------------------- | ---------------- | ---------------- | ---------------- | --------------- | --------------- | ------------- | ---------------- | --------------- | --------------- | ---------------- | ---------------- | ---------------- | ------- |
| Température minimale moyenne (°C)               | −19,2            | −17,1            | −10,4            | −2,7            | 3,4             | 9,2           | 12,4             | 11,4            | 6,4             | 1                | −5,1             | −14,6            | −2,1    |
| Température moyenne (°C)                        | −14              | −11,7            | −5,4             | 1,4             | 8,1             | 14,5          | 17,6             | 16,4            | 11              | 5                | −1,7             | −10,2            | 2,6     |
| Température maximale moyenne (°C)               | −8,8             | −6,4             | −0,4             | 5,4             | 12,8            | 19,7          | 22,7             | 21,3            | 15,6            | 8,9              | 1,8              | −5,7             | 7,2     |
| Record de froid (°C) date du record             | −37,5 22/01/1984 | −35,5 04/02/1996 | −30,5 09/03/1984 | −21 02/04/1994  | −9,4 02/05/1974 | 0 10/06/1968  | 3,9 05/07/1972   | 1 30/08/1986    | −4 29/09/1980   | −10,6 30/10/1978 | −22,2 23/11/1964 | −34,5 27/12/1990 | −37,5   |
| Record de chaleur (°C) date du record           | 11 08/01/1978    | 10 11/02/1981    | 16,5 27/03/1993  | 25 21/04/1987   | 34,5 21/05/1992 | 35 24/06/1963 | 35 26/07/1963    | 35,6 21/08/1976 | 30 16/09/1967   | 25 19/10/1963    | 18,3 03/11/1977  | 9,5 04/12/1982   | 35,6    |
| Nombre de jours avec gel                        | 31               | 28               | 30,2             | 22,4            | 5,9             | 0             | 0                | 0               | 1,8             | 13,4             | 26,4             | 30,7             | 189,9   |
| Ensoleillement (h)                              | 103,5            | 123,8            | 148,1            | 165             | 209,4           | 232,4         | 238,8            | 215             | 155,9           | 116,1            | 86,7             | 81,8             | 1 876,5 |
| Précipitations (mm)                             | 75,1             | 64,2             | 75,5             | 100,5           | 105,9           | 104,2         | 109,1            | 99              | 94              | 95,8             | 79,9             | 81,1             | 1 084,1 |
| dont pluie (mm)                                 | 7,4              | 10,8             | 25,5             | 74,3            | 104,1           | 104,2         | 109,1            | 99              | 94              | 91,9             | 40,1             | 8,7              | 769,1   |
| dont neige (cm)                                 | 67,7             | 53,4             | 50               | 26,2            | 1,8             | 0             | 0                | 0               | 0               | 3,9              | 39,6             | 72,4             | 315,1   |
| Record de pluie en 24 h (mm) date du record     | 32,5 26/01/1979  | 36,2 21/02/1996  | 69,3 20/03/1975  | 92,6 17/04/1983 | 52,3 12/05/1974 | 68 22/06/1981 | 139,2 19/07/1996 | 72,4 15/08/1980 | 83,1 27/09/1985 | 64,8 09/10/1976  | 87,1 23/11/1967  | 83,6 11/12/1969  | 139,2   |
| Record de neige en 24 h (cm) date du record     | 54,6 30/01/1966  | 41,7 13/02/1977  | 38 14/03/1980    | 39,6 07/04/1986 | 16,2 01/05/1994 | 0 01/06/1963  | 0 01/07/1963     | 0 01/08/1963    | 0,5 26/09/1965  | 17,8 29/10/1964  | 42 28/11/1980    | 43,2 17/12/1974  | 54,6    |
| Nombre de jours avec précipitations             | 1,1              | 1,1              | 2,6              | 8,6             | 13,9            | 14,7          | 15,6             | 13,8            | 13,6            | 12,7             | 6                | 1,1              | 104,7   |
| dont nombre de jours avec précipitations ≥ 5 mm | 0,5              | 0,6              | 1,4              | 4               | 6,1             | 5,8           | 6,5              | 6               | 4,9             | 5                | 2,2              | 0,6              | 43,7    |
| Nombre de jours avec neige                      | 11               | 8,7              | 7,8              | 4,5             | 0,4             | 0             | 0                | 0               | 0               | 1                | 7,3              | 12,2             | 53      |

| Diagramme climatique                                  |               |               |              |              |              |               |            |           |          |             |               |
| J                                                     | F             | M             | A            | M            | J            | J             | A          | S         | O        | N           | D             |
| −8,8−19,275,1                                         | −6,4−17,164,2 | −0,4−10,475,5 | 5,4−2,7100,5 | 12,83,4105,9 | 19,79,2104,2 | 22,712,4109,1 | 21,311,499 | 15,66,494 | 8,9195,8 | 1,8−5,179,9 | −5,7−14,681,1 |
| Moyennes : • Temp. maxi et mini °C • Précipitation mm |               |               |              |              |              |               |            |           |          |             |               |

## Démographie

### Population
| 1991  | 1996  | 2001  | 2006  | 2011  | 2016  | 2021  |
| ----- | ----- | ----- | ----- | ----- | ----- | ----- |
| 3 946 | 3 894 | 3 748 | 3 543 | 3 270 | 3 081 | 3 081 |

### Langues
En 2011, sur une population de 3 245 habitants, Forestville comptait 99,7 % de francophones, et 0,2 % d'innuphones (innu-aimun) .

## Administration et politique
Les élections municipales se font en bloc pour le maire et les six conseillers.
| Forestville Maires depuis 2003                                                                                       |                  |         |          |
| Élection | Maire            | Qualité | Résultat |
| 2003 | Gaston Tremblay  |         | Voir     |
| 2005 | Gaston Tremblay  | Voir    |          |
| 2009 | Micheline Anctil |         | Voir     |
| 2013 | Micheline Anctil | Voir    |          |
| 2017 | Micheline Anctil | Voir    |          |
| 2021 | Micheline Anctil | Voir    |          |
| Élection partielle en italique Depuis 2005, les élections sont simultanées dans toutes les municipalités québécoises |                  |         |          |

En 2024, la mairesse de Forestville, Micheline Anctil, est honorée par la Fédération québécoise des municipalités pour son engagement auprès de sa communauté et sa contribution aux projets régionaux. 

### Représentation électorale
Forestville fait partie de la circonscription électorale de Manicouagan à la Chambre des communes du Canada et de la circonscription électorale de René-Lévesque à l'Assemblée nationale du Québec.

## Économie

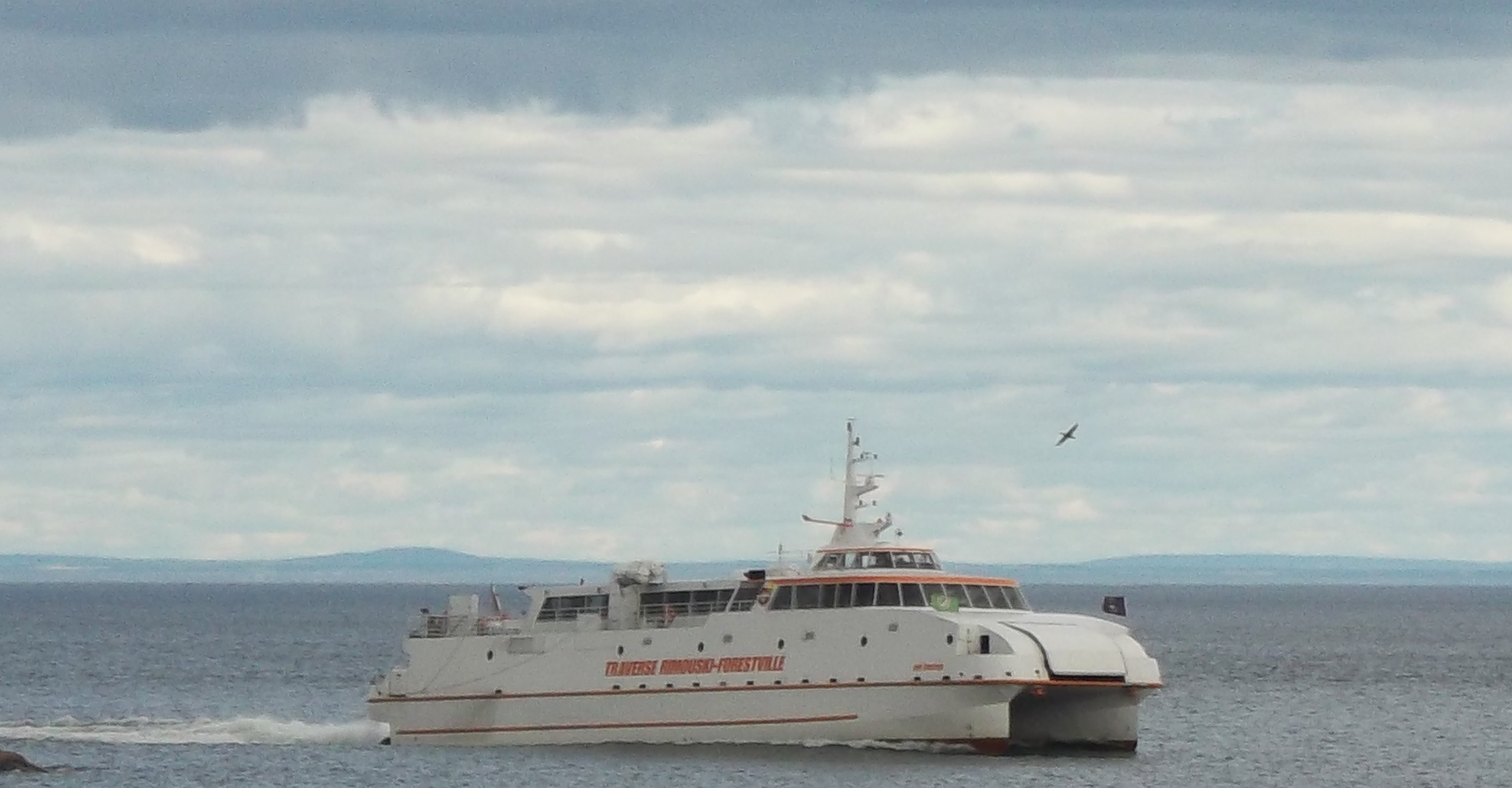
CNM Évolution arrivant à Forestville.

Pendant la saison estivale, la ville est reliée par un service de traversier à Rimouski sur la rive sud du Saint-Laurent depuis 1996. Le service e lien maritime Rimouski-Forestville a été assuré pendant 25 ans par Hilaire Journault  par le catamaran CNM Évolution  qui relie les deux villes en 55 min.L’homme d’affaires du Bas-Saint-Laurent est décédé en 2024.La relance du service de traversier entre Rimouski et Forestville n’est toujours pas confirmée.
Dernièrement, la ville de Forestville est identifiée en tant que village-relais, vu son offre en services divers tels que l'essence, la restauration, l'hébergement et les renseignements touristiques.

## Faune
La zone d'exploitation contrôlée (ZEC) de Forestville possède de nombreux lacs, rivières et forêts. Elle est le paradis pour chaque pêcheur et chasseur. Plusieurs services y sont offerts, tel que campings et locations de chalets.

## Plein air
Pour les amateurs de cyclisme, une piste cyclable d'environ 14 kilomètres se rendant vers portneuf-sur-mer promet une balade tranquille et magnifique. Pour ceux qui veulent se reposer au contact de la nature, la ville dispose d'un impressionnant réseau de piste de ski de fond ainsi que plusieurs kilomètres de sentiers pédestres autour du lac Forest et de la baie Laval.  Situé en bordure du Saint-Laurent et du lac Forest, sillonne une forêt mixte parsemée de plans d'eau. Un point de vue, nommé Le Précipice, offre une vue en plongée sur une faille avec, en face, une paroi rocheuse. Les sentiers situés dans les hauteurs de la péninsule parcourent une forêt de petits conifères clairsemés, permettant d'avoir des vues sur la baie de Forestville, l'île Laval, la côte et le Saint-Laurent.
Finalement, un parcours de golf (Le Méandre) de 9 trous pour les débutants autant que les plus expérimentés.

## Événements sportifs
Depuis 2004, le Loppet Boréal une boucle de 60 kilomètres qui attire des skieurs de partout en Amérique et la plus longue course en ski de fond du Québec, se tient à Forestville. Aussi, La Série nationale Festidrag Castrol, anciennement connue sous le nom Série Nationale drag de rue, qui existe depuis juin 2000 et qui consiste à présenter des courses d’accélération en duel, qui s’affronte en parallèle sur une distance de 1/4 de mille sur des pistes d’aéroport réservées exclusivement à la Série est présentée à Forestville chaque année.